# آرئس
آرئس (به لاتین: Aars) یک منطقهٔ مسکونی در دانمارک است که در Vesthimmerland Municipality واقع شده‌است. آرئس ۵٫۹۷ کیلومتر مربع مساحت و ۸٬۴۶۵ نفر جمعیت دارد.

## خواهرخوانده
شهر بخش یوسنارسبری خواهرخواندهٔ آرئس هست.